# 2013년 U리그
U리그 2013은 대한민국의 대학축구리그인 U리그의 6번째 시즌이다. 2013년에는 총 69개의 대학축구단이 참가했다. 권역리그는 3월 15일에 개막해 10월 7일까지 진행되었고, 챔피언십(왕중왕전)은 11월 5일에 플레이오프로 시작하여 11월 22일에 마무리되었다.

## 우승
| U리그 2013 우승       |
| --------------------- |
| 영남대학교 1번째 우승 |